# Göran Arnqvist
Göran Arnqvist, född 23 mars 1961, är professor i zooekologi vid Uppsala universitet. 
Arnqvist växte upp huvudsakligen i Härnösand, studerade och disputerade vid Umeå Universitet 1992 och kom, efter att ha varit verksam bland annat vid University of New Mexico, till Uppsala 2002. Mycket av hans forskning kretsar kring biologiska konflikter mellan hanar och honor i djurvärlden, där han bland annat författat boken Sexual Conflict. Hans forskning omfattar även den evolutionära betydelsen av mitokondriernas DNA, artbildningsprocesser, evolutionen av livshistorier och angränsande evolutionsbiologiska områden. 
Arnqvist invaldes 2014 som Fellow of the Royal Entomological Society of London och mottog 2015 Linnémedaljen i guld från Uppsala Universitet. Han var 2011-2017 medlem i Kungliga Vetenskapsakademiens Nationalkommitté för biologi. 
Arnqvist är även aktiv i samhällsdebatten, där han till exempel författat debattartiklar som rör resultatinriktad linjestyrning av offentlig verksamhet, forskningsfinansiering och den akademiska friheten.
Han är son till universitetslektorn Arne Arnqvist och specialläraren Gunhild Arnqvist. Han har tre barn och är gift med statsgeologen Jenny Andersson.